# Hispaniachelys
Hispaniachelys es un género extinto de tortugas basales que vivieron en el Jurásico Superior en lo que ahora es la península ibérica.

## Descripción
Hispaniachelys se conoce a partir de material postcraneal. Es el único tetrápodo conocido del Mesozoico de la cordillera Prebética y la tortuga más antigua del sur de Europa, datada a fines del Oxfordiense al principio del Jurásico Superior, hace unos 161,2-158 millones de años.

## Etimología
Hispaniachelys fue nombrada oficialmente por Ben J. Slater, Matías Reolid, Remmert Schouten y Michael J. Benton en 2011 y la especie tipo es Hispaniachelys prebetica. El nombre genérico viene del latín Hispania, por haberse encontrado en España, y chelys, del griego "tortuga". El nombre especíco se refiere a la Prebética, donde se encontró.